# Casa da Câmara de Entradas
A Casa da Câmara de Entradas, igualmente denominada de Paços do Concelho de Entradas, é um edifício histórico na vila de Entradas, no Município de Castro Verde, em Portugal.

## Descrição e história
A Casa da Câmara de Entradas está situada junto à Praça Zeca Afonso, no centro da vila. Consiste num edifício de construção simples de dois pisos, com um campanário. O primeiro andar foi ocupado pelos serviços da Câmara Municipal, enquanto que no piso térreo funcionava a cadeia.
A vila de Entradas recebeu uma Carta de Foral do rei D. Manuel I em 1510, tendo sido a sede de um concelho próprio até 1826 ou 1836. Nos dias 5 e 6 de Janeiro de 1573, o rei D. Sebastião esteve em Entradas durante a sua viagem para o Algarve, tendo possivelmente pernoitado neste edifício.
Em 2010, a autarquia de Castro Verde estava a ponderar a aquisição dos antigos paços do concelho de Entradas, então propriedade do governo central, no sentido de restaurar o imóvel e permitir a sua reutilização, incluindo como centro de estudo sobre o património imaterial da região, e arquivo audiovisual de apoio ao Museu da Ruralidade, que estava a ser instalado no edifício em frente da praça. Tanto a planeada reconversão da antiga Casa da Câmara como a fundação do Museu da Ruralidade fizeram parte de um programa municipal de revitalização urbana de Entradas, que incluiu a reinstalação do Pelourinho e outras iniciativas de restauro do património da vila.